# Eobrolgus chumashi
Eobrolgus chumashi är en kräftdjursart som beskrevs av J. L. Barnard och C. M. Barnard 1981. Eobrolgus chumashi ingår i släktet Eobrolgus och familjen Phoxocephalidae. Inga underarter finns listade i Catalogue of Life.